# شارلوت ملكة قبرص
شارلوت دي لوزينيان (28 يونيو 1444 - 16 يوليو 1487)؛ كانت ملكة قبرص وكذلك هي حاملة لقب ملكة بيت المقدس وأرمينيا وأميرة أنطاكية.
هي الابنة الكبرى لـ يوحنا الثاني ملك قبرص وهيلانة باليولوج، في السن الرابعة عشر خلفت والده في العرش القبرصي بعد وفاته في 1458، ولكن شقيقها جيمس الذي كان غير الشرعي عارضها في الحكم وبدعم من المصريين أجبرها على الفرار من الجزيرة في 1463، وبذلك توج كـ ملك، لاحقاً قامت محاولة عسكرية لاستعادة عرشها ولكن لم تنجح، وتوفيت دون أبناء في روما.

## الأسرة والطفولة
ولدت شارلوت في نيقوسيا في 28 يونيو 1444 فهي الابنة الكبرى والوحيدة التي وصلت إلى سن البلوغ لـ يوحنا الثاني ملك قبرص وهيلانة باليولوج ابنة تيودور الثاني باليولوج، توفيت شقيقتها الصغرى كليوفا في يونيو 1448 قبل دخولها الرابعة بوقت قصير، وبذلك أصبحت شارلوت الوريثة الوحيدة للألقاب والدها، وأيضا كان لديها أخ غير الشقيق جيمس من نتاج علاقة والدها من محظية يونانية.
نشأت شارلوت على التقاليد بيزنطية بحيث تحدثت اليونانية بطلاقة التي تعلمتها من والدتها، وأيضا تستطيع الكتابة بالفرنسية والإيطالية وربما باللاتينية أيضا، ومع ذلك طوال حياتها كانت تحدث باليونانية، بسبب أسلوبها الصريح لقبها البابا بيوس الثاني بـ «سيل اليونانية».

## ملكة قبرص
شارلوت أصبحت في 1456 أميرة أنطاكية وفي نفس العام تزوجت من إنفانتي جواو دي كوبمبرا دي البرتغال ولكنها أصبحت أرملة في العام التالي، وفي 28 يوليو 1458 توفي والدها وبذلك أصبحت ملكة قبرص، توجت في كنيسة صوفيا في 7 أكتوبر من نفس العام.
حكومته لم تكن ناجحة، وقبضتها على مملكة كانت ضعيفة بسبب معارضة أخيها جيمس بالاستمرار، وفي 7 أكتوبر 1459 تزوجت من ابن عمتها الثاني لويس السافوي، رتب هذا الزواج من قبل الجنويين الذين وعدوا لمساعدتها في الحفاظ على تاجها ضد ادعاءات جيمس.
في عام 1460 تمكن جيمس من الاستيلاء على فاماغوستا ونيقوسيا عاصمة المملكة بمساعدة من سلطان مصر سيف الدين إينال، وبعد ثلاثة سنوات من حصار على قلعة كيرينيا، فرت هي ولويس نحو روما في 1463، وبذلك توج أخيه كـ ملك، وبينما هي في روما أقامت في قصر كونفيرتندي.
في وقت لاحق شكلت بلاط صغير على جزيرة رودس اليونانية، وقامت بمحاولة عسكرية لاستعادة عرشها بدعم بابوي ضد وصية العرش كاثرين كورنارو ولكنها فشلت في الإطاحة بها من السلطة،وعاشت من تبقى من حياتها في روما.
في فبراير 1485 في مقابل معاش سنوي قدره 4300 فلورين تنازلت عن ادعائها إلى أحد أحفاد عمتها كارلو الأول، دوق سافوي وبذلك أصبح آل سافوي هم ورثة لهذه الألقاب الصليبية.
دفنت شارلوت في مصلى القديس أندرو والقديس غريغوري بـ كاتدرائية القديس بطرس، تم دفع الجنازة من قبل البابا إينوسنت الثامن.